# Rajon Wetka

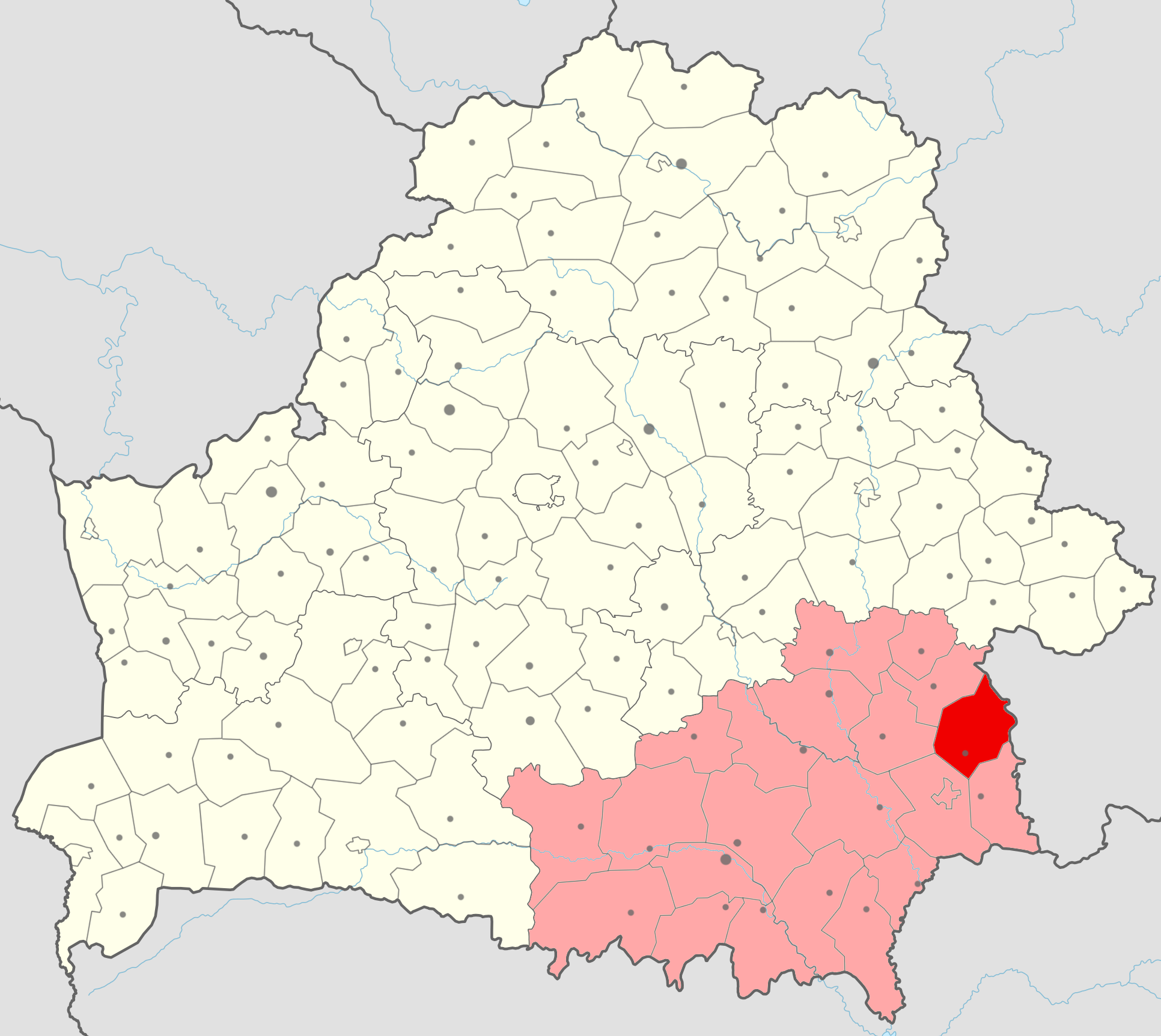
Rajon Wetka, Karte

Der Rajon Wetka (belarussisch Веткаўскі раён; russisch Ветковский район) ist eine Verwaltungseinheit in der Homelskaja Woblasz in Belarus mit dem administrativen Zentrum in der Stadt Wetka. Der Rajon hat eine Fläche von 1558 km² und umfasst 139 Ortschaften, nur 82 davon sind bewohnt, die restlichen 37 Siedlungen befinden sich nach der Katastrophe von Tschernobyl in der Sperrzone, das kontaminierte Gebiet wurde aufgrund der hohen Strahlungswerte evakuiert.

## Geographie
Der Rajon Wetka liegt im östlichen Teil der Homelskaja Woblasz. Die Nachbarrajone in der Homelskaja Woblasz sind im Nordwesten Tschatschersk, im Südosten Dobrusch, im Südwesten Homel und im Westen Buda-Kaschaljowa.